# Władysław Szymkowiak
Władysław Szymkowiak (ur. 9 czerwca 1899 w Essen, zm. 16 stycznia 1951 w Poznaniu) – polski działacz śpiewaczy, księgowy.

## Życiorys
Był synem kowala Michała i Stanisławy z domu Musielskiej – rodzina wyemigrowała z leszczyńskiego za pracą, ale kładła duży nacisk na polskie wychowanie patriotyczne. W młodości wstąpił do Sodalicji Mariańskiej w Essen, a także miejscowego polskiego Koła Śpiewu "Dzwon". W 1920 przeprowadził się do Poznania, gdzie zamieszkał przy ul. Patrona Jackowskiego na Jeżycach i gdzie w 1922 ściągnął resztę rodziny.
Początkowo pracował jako fryzjer, a potem został księgowym w poznańskim Okręgowym Związku Kas Chorych. Kierował przez wiele lat chórem świetlicowym Ubezpieczalni Społecznej. Śpiewał też w Kole Śpiewaczym im. Stanisława Moniuszki, założonym przez reemigrantów z Westfalii. Brał udział w najważniejszych występach, zawodach i popisach śpiewaczych w Poznaniu. Występował też w Warszawie (1922), Pradze (1928) oraz w radiowych audycjach chóralnych. Od 1933 pełnił funkcję skarbnika zarządu głównego Wielkopolskiego Związku Śpiewaczego (w 1946 ponownie wybrano go na to stanowisko). 
Podczas okupacji niemieckiej przechował dużą część mienia Koła Śpiewaczego im. Moniuszki: fortepian, nuty, akta, protokoły, sztandar i pieczęć. Pozostawił po sobie m.in. cenną z historycznego punktu widzenia Księgę sprawozdań rocznych Koła Śpiewaczego im. Moniuszki w Poznaniu 1920-1951. W kole tym pełnił m.in. rolę wiceprezesa (1930, 1936-1937). Członkiem zarządu koła pozostawał do 25 czerwca 1950. Zmarł tragicznie.

## Odznaczenia
Otrzymał m.in.:
- Srebrny Krzyż Zasługi,
- Odznakę Honorową III i II stopnia Związku Polskich Zespołów Śpiewaczych[1].

W 1945 został członkiem honorowym Koła Śpiewaczego im. Stanisława Moniuszki.

## Rodzina
Miał rodzeństwo: siostrę Stanisławę i braci – Jana oraz Sylwestra. Ożenił się (jeszcze w Niemczech) z Anną z domu Kaźmierczak i miał z nią syna Włodzimierza.